# 核兵器廃絶国際キャンペーン
核兵器廃絶国際キャンペーン（かくへいきはいぜつこくさいキャンペーン、英: International Campaign to Abolish Nuclear Weapons、略: ICAN アイキャン, アイカン）は、各国政府に対して、核兵器禁止条約の交渉開始・支持のロビー活動を行う目的で設立された国際的な運動（キャンペーン）の連合体である。赤のピースマークで弾頭（加害の主体を成す部分）がへし折られたミサイルのイメージがシンボルになっている。

## 沿革

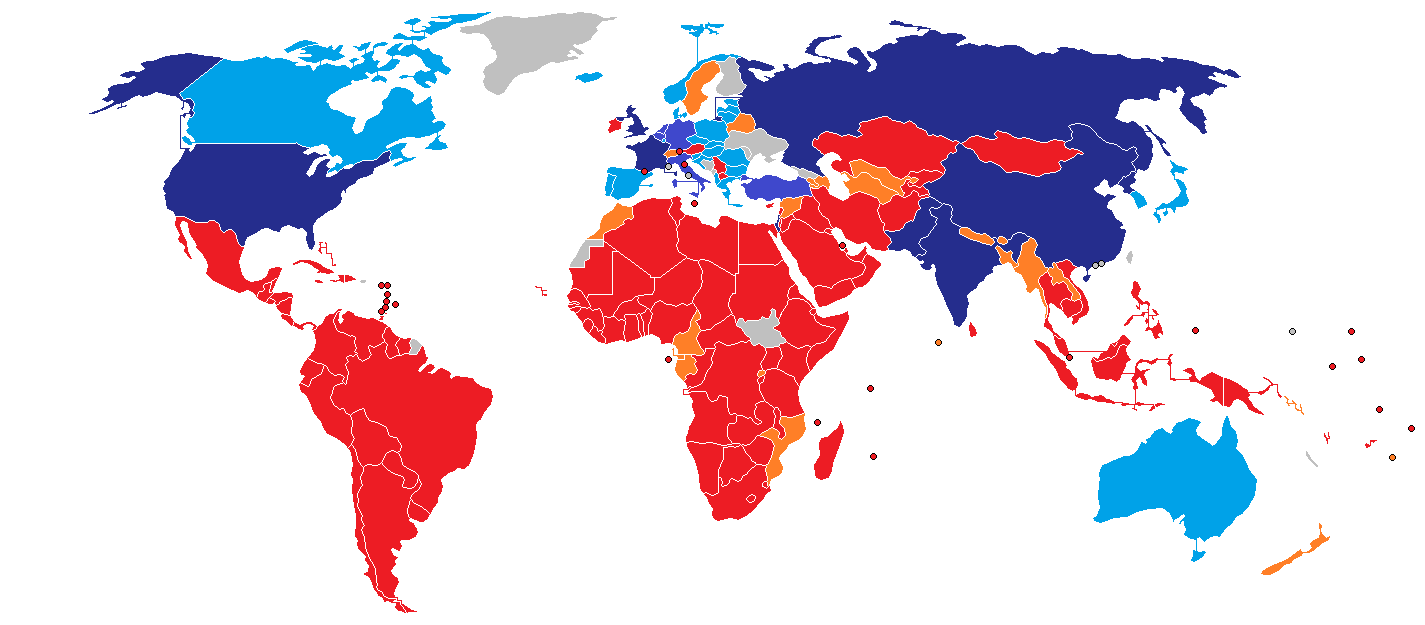
ICANの人道的誓約 (Humanitarian Pledge) に対する各国の姿勢
誓約に賛同し承認
誓約の支持を表明
不支持（核保有国^{*}）
不支持（核保有国以外）
核保有国との同盟を理由に不支持
- 五大国に加え、NPT非批准の核保有国（インド、パキスタン、北朝鮮）、核保有国とみなされているイスラエルを含む

2005年5月の核拡散防止条約（NPT）再検討会議で成果が得られず、反核運動家の間に危機感が広がる中、核戦争防止国際医師会議（IPPNW）のオーストラリアの会員が、地雷禁止国際キャンペーン（ICBL）の主導で1997年に対人地雷全面禁止条約が成立したことに着目し、2006年9月のIPPNW世界大会で核兵器禁止の条約づくりを提案した。同大会に出席した広島市長の秋葉忠利が協力を表明し、秋葉が会長を務める平和首長会議が最初の賛同団体になった。
条約づくりの取り組みの拠点として2007年4月メルボルンに事務所が開設され、ICANが発足し、核兵器禁止条約の採択などに貢献した。その後、2017年にノーベル平和賞を受賞した。2021年現在、106か国から607団体が加盟している。

## ノーベル平和賞
2017年にノーベル平和賞を受賞した。同年12月10日のオスロでの授賞式では、事務局長のベアトリス・フィンと、組織の一員で広島市出身の被爆者でもあるサーロー節子が、演説を行った。
長年にわたって核兵器の廃絶を訴えていた被爆者らなどが受賞を祝福した一方で、エコノミスト誌のように、実効性の面から受賞の妥当性に疑問を抱く声もある。

## 事務局長の来日
2017年12月6日、長崎大学核兵器廃絶研究センター（RECNA）は、事務局長のフィンが翌月に長崎を訪問すると発表。2018年1月12日-18日フィンが来日し、RECNA主催のシンポジウムでの基調講演、長崎原爆資料館での長崎市長田上富久との会談、広島平和記念資料館訪問、被爆者との会談、与野党の国会議員との討論集会出席などをおこなった。首相である安倍晋三との会談を希望していたが、日程の都合がつかず実現しなかった。このときの経過についてICAN側は、ピースボートのウェブサイトにて詳細に報告している。
- 2017年12月14日 - 政府は首相の東欧歴訪を1月12日から1月18日までの日程で調整中と報道[22][23]。
- 2018年1月15日 - ICAN側は2017年12月下旬より二度にわたり、1月16日から1月18日までの期間におけるフィンと首相の会談を要請したが、1月14日までに外務省経由で日程の都合を理由に面会できないとの回答があったと発表[24]。

これに対しフィンは、「日本政府は（核保有国と非保有国の）橋渡し役を担いたいと言っているので話し合いたかった。大変失望している。次の機会に期待したい」と述べたが、首相が欧州歴訪から帰国したのは17日の夕方であり、18日は午前から日豪首脳会談の関連行事が控えており、与党内には「面会を断られる姿を演出するために要請してきたのでは…」との声もあった。
また、フィンは来日中の広島市における講演で、核兵器禁止条約に参加しない日本政府を「（核廃絶を求める）合理的な国際社会から足を踏み外した」として批判した。唯一の戦争被爆国である日本が条約に反対していることに「広島、長崎以外で同じ過ちが繰り返されていいと思っているのではないか」と指摘し、「被爆地と日本政府の隔たりは大きく、埋める必要がある」と訴えた。16日に東京都の日本記者クラブで会見を行い、「日本は国際社会の仲間外れになり得る」と核兵器禁止条約に日本が参加していないことを批判した。
会談の要請を受けなかった安倍首相については、「条約に署名したからといって、同盟国との関係が崩れることはない」と条約批准の必要性を訴えた。また、日本が条約に参加するための問題点を検証する委員会の設置を提案し、国民を含めた幅広い議論を呼び掛けた
。
- 2018年1月17日 - 創価学会総本部訪問。原田稔会長らと会談[29]。

## 提携する組織
以下の組織などを国際的な提携組織としている。
- 国際反核法律家協会
- 国際友和会（英語版）
- 国際平和ビューロー
- 核戦争防止国際医師会議
- 地球的責任のための技術者・科学者国際ネットワーク
- 国際労働組合総連合
- 国際社会主義青年同盟
- 平和首長会議
- 創価学会インタナショナル
- ユニ・グローバル・ユニオン
- 世界教会協議会
- 国際連合協会世界連盟
- 婦人国際平和自由連盟

また、日本からの加盟団体は、ピースボートのほか、ピース・マスク・プロジェクト、ヒューマンライツ・ナウ、核戦争防止国際医師会議日本支部、核戦争に反対する医師の会、パルシステム、プロジェクト・ナウ、ワールド・フレンドシップ・センター、カクワカ広島、ANT-Hiroshima、丸木美術館、Know Nukes Tokyoなどである。このほか、日本に拠点をもつ国際組織としては、平和首長会議と創価学会インタナショナルが加盟している。